# Saperda gleneoides
Saperda gleneoides es una especie de escarabajo longicornio del género Saperda, tribu Saperdini, subfamilia  Lamiinae. Fue descrita científicamente por Breuning en 1950.

## Descripción
Mide 11-14 milímetros de longitud.

## Distribución
Se distribuye por Laos y Vietnam.